# كمال الدين الإحقاقي
ميرزا «كمال الدين بن ميرزا علي بن موسى بن محمد باقر الحائري بن محمد سليم الاسكوئي» ويعرف ب كمال الدين الإحقاقي وهو أحد رجال الدين ، ولد بدولة الكويت سنة 1964م.

## نسبة
هو ميرزا كمال الدين بن ميرزا علي الإحقاقي بن ميرزا موسى بن ملا الميرزا محمد باقر الإسكوئي بن ملا محمد سليم الإحقاقي الحائري الاسكوئي.

## الدراسة
درس دراسته الأولية بمدارس دولة الكويت الأولية ثم درس على يد عمه المرجع الديني الكبير آيه الله العظمى الإمام المصلح الميرزا حسن الإحقاقي الحائري وأبن عمه العالم الفاضل الحاج الميرزا صالح السليمي وعلى آيه الله العظمى الشيخ محمد محمد طاهر الخقاني والعلامة آيه الله السيد صباح شبر وآيه الله العلامة الشيخ الكشميري والعلامة آيه الله السيد إبراهيم زنجاني. فهؤلاء أتم على يدهم السطوح العليا والحكمة الإلهيه وقبل أن يذهب إلى مدينة قم حضر بحث الخارج على يد آيه الله العظمى الشيخ محمد محمد طاهر الخاقاني سنتين ثم ضعن إلى قم المقدسة وحضر عند الكثير من الأكابر والاساطين على يد الكثير من العلماء الكبار وفطاحل علماء الإسلام مدة طويلة وهي خمسة عشر سنة من العلم والاجتهاد. حصل على إجازة بالاجتهاد من العلماء بقم والنجف وكربلاء والكويت وجاء إلى دولة الكويت نزولا عن رغبة الكثير من المؤمنين في دولة الكويت بعد الفراغ المرجعي بعد وفاة ابن عمه المرجع الديني آية الله الحاج الميرزا عبدالرسول الإحقاقي الحائري إلا أن الخلاف بين جماعة أتباع الشيخ الأوحد فيما بينهم، بعض الجماعة بأن يكون مرجعهم فاقسمت الجماعة إلى عدة اقسام ومن الانقسامات كانت هناك زمرة قليلة تتبعه وترجع له ويلقب حاليا بالعلامة الحجة الميرزا كمال الدين الحائري الإحقاقي السليمي والشيخيه الكرمانيه والاسكوئية يحضرون عنده في قم المقدسة لتقي ودراسة حكمه أهل البيت وهي الحكمة الاليه التي طرحها الشيخ الاوحد. وذلك قبل أن يعلن عن مرجعيته الدينية. وله مؤلفات ومن أهم مؤلفاته المطبوعة شرح عقيده الشيعة (وهو كتاب لوالده يشرحه شرحا وافيا) وكتاب حج الصبي والصبية وغيرها من الكتب والرسائل المطبوعة.

## أسرته
|  |  |  |  |  |  |  |  | كمال الدين الإحقاقي |              |              |              |              |              |  |  |               |               |               |               |               |               |  |  |               |               |               |               |               |               |  |  |               |               |               |               |               |               |
|  |  |  |  |  |  |  |  |                     |              |              |              |              |              |  |  |               |               |               |               |               |               |  |  |               |               |               |               |               |               |  |  |               |               |               |               |               |               |
|  |  |  |  |  |  |  |  | علي الإحقاقي        | علي الإحقاقي | علي الإحقاقي | علي الإحقاقي | علي الإحقاقي | علي الإحقاقي |  |  | احمد الإحقاقي | احمد الإحقاقي | احمد الإحقاقي | احمد الإحقاقي | احمد الإحقاقي | احمد الإحقاقي |  |  | يوسف الإحقاقي | يوسف الإحقاقي | يوسف الإحقاقي | يوسف الإحقاقي | يوسف الإحقاقي | يوسف الإحقاقي |  |  | حسين الإحقاقي | حسين الإحقاقي | حسين الإحقاقي | حسين الإحقاقي | حسين الإحقاقي | حسين الإحقاقي |